# Dessertwijn
Met de term dessertwijn wordt over het algemeen zoetere tot zoete wijn aangeduid. Niet elke zoete wijn is per definitie een dessertwijn, maar wordt er vaak wel toe gerekend. Soms is de wijnsuggestie een andere culinaire combinatie.
Een "dessertwijn" kan zowel stille wijn (=“gewone” wijn), mousserende wijn als versterkte wijn zijn.
De wijn wordt vanwege haar zoetheid vaak geserveerd of voorgesteld bij (een van) de laatste gang(en) van een diner.
Voorbeelden van dessertwijnen zijn:
Frankrijk
- Wijn die in het Frans aangeduid wordt met "moelleux" of "doux"
- Sauternes of barsac uit de Sauternais
- Strowijn zoals Vin de Paille uit de Jura
- Coteaux du Layon
- Versterkte wijn zoals: 
  - Pineau des Charentes
  - Beaumes-de-Venise
  - Muscat de Rivesaltes
  - Banyuls

Duitsland
- Eiswein
- Auslese, beerenauslese of trockenbeerenauslese

Italië
- Strowijn zoals vin santo

Spanje
- Pedro Ximénez
- Sherry – de zoetere varianten

Oostenrijk
- Ausbruch

Portugal
- Port - de zoete varianten
- Madeira - de zoete varianten